# Fabrice Leggeri
Fabrice Leggeri (ur. 28 marca 1968 w Miluzie) – francuski urzędnik państwowy i polityk, w latach 2015–2022 dyrektor wykonawczy Europejskiej Agencji Straży Granicznej i Przybrzeżnej (Frontex), poseł do Parlamentu Europejskiego X kadencji.

## Życiorys
Ukończył studia z historii w Paryżu (1990), w 1991 uzyskał magisterium z historii współczesnej. Został następnie absolwentem Instytutu Nauk Politycznych w Paryżu (1992), École normale supérieure (1993) oraz École nationale d’administration (1996). Był urzędnikiem w ministerstwie spraw wewnętrznych, w latach 2000–2003 pełnił funkcję eksperta przy Komisji Europejskiej. Między 2003 a 2007 zajmował w dwóch regionach stanowisko zastępcy prefekta. Później do 2011 kierował wydziałem prawa międzynarodowego i europejskiego w resorcie obrony. W latach 2011–2013 był zastępcą szefa misji w ambasadzie Francji w Korei Południowej, po czym do 2015 zarządzał wydziałem ds. przeciwdziałania niekontrolowanej migracji w ministerstwie spraw wewnętrznych.
W latach 2015–2022 zajmował stanowisko dyrektora wykonawczego agencji Frontex. Podał się do dymisji na skutek raportu Europejskiego Urzędu ds. Zwalczania Nadużyć Finansowych (OLAF), w którym wskazano go jako współodpowiedzialnego za tuszowanie przez Frontex siłowego odsyłania migrantów z Grecji do Turcji. Zarzucano mu także nieprawidłowości w zarządzaniu instytucją i błędną politykę kadrową.
W 2024 został kandydatem Zjednoczenia Narodowego w wyborach europejskich w tym samym roku. W wyniku głosowania uzyskał mandat posła do PE X kadencji.